# Охтруп
Охтруп (њем. Ochtrup) град је у њемачкој савезној држави Северна Рајна-Вестфалија. Једно је од 24 општинска средишта округа Штајнфурт. Према процјени из 2010. у граду је живјело 19.396 становника. Посједује регионалну шифру (AGS) 5566068, NUTS (DEA37) и LOCODE (DE OCT) код.

## Географски и демографски подаци
Охтруп се налази у савезној држави Северна Рајна-Вестфалија у округу Штајнфурт. Град се налази на надморској висини од 55 метара. Површина општине износи 105,5 km². У самом граду је, према процјени из 2010. године, живјело 19.396 становника. Просјечна густина становништва износи 184 становника/km².

## Међународна сарадња
| Мјесто              | Држава    | Врста сарадње | Од    |
| ------------------- | --------- | ------------- | ----- |
| Лихтенворде         | Холандија | контакт       | 2000. |
| Валверде дел Камино | Шпанија   | партнерство   | 1991. |
| Извор               |           |               |       |